# Nobelgarde

Gardist in dienstuniform

Gardist in gala-uitrusting

De pauselijke Nobelgarde, Edelgarde of Edelwacht was een officierenkorps van ongeveer 90 leden, belast met de bewaking en bescherming van de paus.
Deze garde werd op 11 mei 1801 opgericht door paus Pius VII. Ze bestond vooral uit edellieden afkomstig uit vooraanstaande Romeinse adellijke families. De leden van deze garde kregen geen vergoeding voor hun diensten en moesten zelf voor hun uitrusting zorgen. Deze bestond uit een dienstuniform, een semigala-uitrusting, een gala-uitrusting en een grote blauwe mantel.
Aan het hoofd van de Nobelgarde stond een kapitein wiens graad overeenkwam met die van generaal in het Italiaanse leger. Paus Paulus VI besliste in 1970 dat de Nobelgarde samen met alle andere pauselijke legereenheden (behalve de Zwitserse Garde) moest worden opgeheven. Het korps telde toen nog 60 leden.